# Nicole Kidman
Nicole Kidman, teljes nevén Nicole Mary Kidman (Honolulu, Hawaii, USA, 1967. június 20. –) Oscar- és ötszörös Golden Globe-díjas ausztrál-amerikai színésznő, modell, és énekesnő. 
Hazájában, Ausztráliában már ismert színésznő volt, mikor a világ megismerte a Halálos nyugalom című filmben. Ezt követően jelentősebb hollywoodi filmekben foglalkoztatták, egyre fontosabb szerepekben, mígnem mára a legkeresettebb sztárok között tartják számon.
1984-ben az Ausztrál expressz című sorozatban játszott mellékszerepet. 17 évesen vált ismertté Ausztráliában, az 1985-ös Vietnam című minisorozatban. Az 1989-es Halálos nyugalom című filmjével elnyerte az Ausztrál Filmintézet díját. Első jelentős szakmai elismerését már az Egyesült Államokban, a Majd' megdöglik érte című film főszerepéért kapta. 1998-ban visszatért a színházhoz is, először a londoni West Enden, majd New Yorkban lépett fel nagy sikerrel David Hare The Blue Room című darabjában. Óriási sikert aratott továbbá a Moulin Rouge! főszerepében, melyért Golden Globe-díjat kapott, és jelölték az Oscarra is.
1990. december 24-én összeházasodott Tom Cruise színész és filmproducerrel, akivel a Mint a villám forgatásán találkozott. Cruise-zal két gyermeket fogadtak örökbe, majd tíz év házasság után, 2001-ben váltak el egymástól, majd nem sokkal később a várandós Nicole elvetélt. 2006 júniusában hozzáment Keith Urban country énekeshez, akitől 2008-ban kislányuk született, Sunday Rose.

## Életrajz

### A kezdetek
A Hawaii-szigetek fővárosában, Honoluluban született, amerikai–ausztrál kettős állampolgár. Édesanyja Janelle Ann (szül. MacNeille). Édesapja Dr. Antony David Kidman, skót származású biokémikus volt ekkor, és egy kutatási projekt miatt tartózkodott a szigeten. Az apa mellrák-kutató tevékenysége miatt a család hamarosan Washingtonba költözött, ahol három évet töltöttek. Amikor Nicole  négyéves lett, a család visszatért Ausztráliába, Sydney Longueville kerületébe, mert apja a helyi Műszaki Egyetemen lett előadó.
Hároméves korától balettleckéket vett, majd dráma-tagozatos iskolák: a Melbourne-i St. Martin's Youth Theatre, később Sydney-ben az Australian Theatre for Young People és a Philip Street Theatre következtek, az utóbbin a főszakja hangképzés és színháztörténet volt. A North Sydney Girls High School főiskoláról kimaradt, mert az édesanyján diagnosztizált mellrák miatt felgyógyulásáig átvette annak feladatait.
Először 1983-ban, 15 évesen jelent meg filmen: Pat Wilson „Bop Girls” című dalra írt zenés videójában. Az év végéig a Disney cég Five Mile Creek (magyar címe: Ausztrál expressz) tv-sorozatában kapott mellékszerepet, és két mozifilmszerepet is eljátszott. (BMX banditák)
Az áttörést számára a Vietnam című minisorozat hozta meg, amelyben egy esetlen, 60-as évekbeli diáklányból a 70-es évek szabadgondolkodó aktivistájává lesz. Ez idő tájt költözik saját lakásba, és ekkoriban dönti el, hogy élethivatása lesz a színészet.
Az 1980-as években számos ausztrál filmben és tévésorozatban szerepelt; a „Bangkok Hilton” minisorozatot a magyar televízió is bemutatta. Az 1989-es Halálos nyugalom című filmjével elnyerte az Ausztrál Filmintézet díját, és az USA-ban is érdeklődést keltett iránta.

### Tom Cruise
A Mint a villám filmjével debütált az Egyesült Államokban. A filmbeli szerelmét játszó Tom Cruise elvált miatta feleségétől, Mimi Rogerstől, és 1990 szentestéjén összeházasodott Kidmannel a Colorado állambeli Telluride-ben. Két gyermeket – Isabella Jane, (1993) és Connor Anthony (1995) – fogadtak örökbe.
Tíz év házasság után, 2001-ben elváltak. Bár a média sokat spekulált a válás okán, mindketten gondosan óvták a magánéletüket. A legelterjedtebb pletyka szerint Kidman katolikusnak kívánta felnevelni gyermekeiket, míg Cruise a szcientológia eltökélt híve.
2006. június 25-én házasodott újra Keith Urban country énekessel. Közös kislányuk, Sunday Rose 2008. július 7-én született. Második kislányuk Faith Margaret pedig 2010-ben született meg béranya segítségével.

### Karrier Hollywoodban

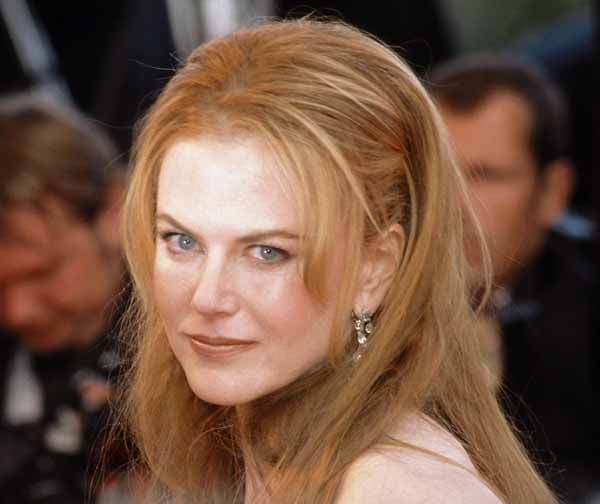
Nicole Cannes-ban (2001)

A Mint a villám után 1992-ben a Ron Howard rendezte Túl az Óperencián filmben szerepelt Tom Cruise oldalán.
Az 1995-ös éve igazán sikeres volt. A csupa sztárt felvonultatót Mindörökké Batman-ben szerepelt, s az év végén mutatták be a Majd' megdöglik érte című filmet, amely elismerő kritikát kapott, és elhozta számára a Golden Globe-díjat is.
Stanley Kubrick utolsó, 1999-es filmjében ismét a férjével játszotta a főszerepet.
Szakmai szempontból a legsikeresebb éve 2001 volt, amikor a Moulin Rouge!-ban nyújtott alakításáért Oscar-díjra jelölték, és a Más világ-beli szerepléséért is remek kritikát kapott. A Moulin Rouge ausztráliai forgatásán a térde megsérült, így a Pánikszoba főszerepét Jodie Foster vette át, Kidman csak a hangját adta a film egy kis részletéhez. A következő évben az Órák-ban Virginia Woolf megformálása meghozta számára az Oscar-díjat is a legjobb női főszereplő kategóriában.
2004-ben Glenn Close, Bette Midler és Faith Hill társaságában szerepelt A stepfordi feleségek remake-ben. Ugyanezen év szeptemberében bemutatott filmje, a Születés vegyes fogadtatásra talált. Ennek dacára, jelölték a Velencei Nemzetközi Filmfesztivál presztízs értékű Arany Oroszlán díjára. 2005 tavaszán került a mozikba A tolmács, ebben Kidman az Oscar-díjas Sean Pennel játszott együtt. A produkció sikernek örvendett, a néhány hónap elteltével bemutatott Földre szállt boszorkány sem tudta felülmúlni. A következő évben a színésznő Diane Arbus fotóművészt formálta meg a kis publicitást kapott A szépség és a szőr: Diane Arbus képzeletbeli portréja című filmben. Még ugyanebben az évben Kidman a hangját kölcsönözte a Táncoló talpak című számítógépanimációs film egyik pingvin-szereplőjének.
2007 nyarának végén, hosszas huzavona után mutatták be az Invázió című sci-fit. A A testrablók támadása-történet legfrissebb feldolgozása azonban súlyos bukásnak számít a mozipénztáraknál. A filmben Kidman partnere Daniel Craig, akivel még ez év decemberében újfent együtt látható Az arany iránytű című fantasyregény-adaptációban.

## Filmográfia

### Film
| Év   | Magyar cím                                             | Eredeti cím                               | Szerep                                  | Magyar hang        |
| ---- | ------------------------------------------------------ | ----------------------------------------- | --------------------------------------- | ------------------ |
| 1983 | Karácsonyi lótolvajok                                  | Bush Christmas                            | Helen                                   |                    |
| 1983 | BMX banditák                                           | BMX Bandits                               | Judy                                    | Szegedi Anita      |
| 1984 |                                                        | Wills & Burke                             | Julia Matthews                          |                    |
| 1986 | Széllovasok                                            | Windrider                                 | Jade                                    |                    |
| 1987 |                                                        | The Bit Part                              | Mary McAllister                         |                    |
| 1988 | Smaragdváros                                           | Emerald City                              | Helen Davey                             |                    |
| 1989 | Halálos nyugalom                                       | Dead Calm                                 | Rae Ingram                              | Orosz Helga        |
| 1989 | Halálos nyugalom                                       | Dead Calm                                 | Rae Ingram                              | Balázs Ági         |
| 1989 | Halálos nyugalom                                       | Dead Calm                                 | Rae Ingram                              | Götz Anna          |
| 1990 | Mint a villám                                          | Days of Thunder                           | Dr. Claire Lewicki                      | Györgyi Anna       |
| 1991 | Flört                                                  | Flirting                                  | Nicola                                  | Csondor Kata       |
| 1991 | Billy Bathgate                                         | Billy Bathgate                            | Drew Preston                            | Tóth Enikő         |
| 1992 | Túl az Óperencián                                      | Far and Away                              | Shannon Christie                        | Györgyi Anna       |
| 1993 | Bűvölet                                                | Malice                                    | Tracy Kennsinger                        | Kisfalvi Krisztina |
| 1993 | Életem                                                 | My Life                                   | Gail Jones                              | Pápai Erika        |
| 1995 | Mindörökké Batman                                      | Batman Forever                            | Dr. Chase Meridian                      | Kiss Erika         |
| 1995 | Majd' megdöglik érte                                   | To Die For                                | Suzanne Stone Maretto                   | Kisfalvi Krisztina |
| 1995 | Majd' megdöglik érte                                   | To Die For                                | Suzanne Stone Maretto                   | Gubás Gabi         |
| 1996 | Egy hölgy arcképe                                      | The Portrait of a Lady                    | Isabel Archer                           | Györgyi Anna       |
| 1997 | Peacemaker                                             | The Peacemaker                            | Dr. Julia Kelly                         | Kovács Nóra        |
| 1998 | Átkozott boszorkák                                     | Practical Magic                           | Gillian Owens                           | Orosz Helga        |
| 1999 | Tágra zárt szemek                                      | Eyes Wide Shut                            | Alice Harford                           |                    |
| 2001 | Moulin Rouge!                                          | Moulin Rouge!                             | Satine                                  | Pápai Erika        |
| 2001 | On-lány                                                | Birthday Girl                             | Nadia                                   | Györgyi Anna       |
| 2001 | Más világ                                              | The Others                                | Grace Stewart                           | Hámori Eszter      |
| 2002 | Pánikszoba                                             | Panic Room                                | Stephanie telefonáló barátnője (hangja) |                    |
| 2002 | Az órák                                                | The Hours                                 | Virginia Woolf                          | Györgyi Anna       |
| 2003 | Dogville – A menedék                                   | Dogville                                  | Grace Margaret Mulligan                 | Kisfalvi Krisztina |
| 2003 | Nyílt seb                                              | In the Cut                                | nem szerepel                            | –                  |
| 2003 | Szégyenfolt                                            | The Human Stain                           | Faunia Farley                           | Pápai Erika        |
| 2003 | Hideghegy                                              | Cold Mountain                             | Ada Monroe                              | Pápai Erika        |
| 2004 | A stepfordi feleségek                                  | The Stepford Wives                        | Joanna Eberhart                         | Pápai Erika        |
| 2004 | Születés                                               | Birth                                     | Anna                                    | Pápai Erika        |
| 2004 |                                                        | No. 5 the Film (rövidfilm)                | önmaga                                  |                    |
| 2005 | A tolmács                                              | The Interpreter                           | Silvia Broome                           | Kisfalvi Krisztina |
| 2005 | Földre szállt boszorkány                               | Bewitched                                 | Isabel Bigelow / Samantha               | Pápai Erika        |
| 2006 | A szépség és a szőr: Diane Arbus képzeletbeli portréja | Fur: An Imaginary Portrait of Diane Arbus | Diane Arbus                             | Pápai Erika        |
| 2006 | Táncoló talpak                                         | Happy Feet                                | Norma Jean (hangja)                     | Pápai Erika        |
| 2007 | Invázió                                                | The Invasion                              | Dr. Carol Bennell                       | Pápai Erika        |
| 2007 | Margot az esküvőn                                      | Margot at the Wedding                     | Margot                                  | Kisfalvi Krisztina |
| 2007 | Az arany iránytű                                       | The Golden Compass                        | Marisa Coulter                          | Pápai Erika        |
| 2008 | Ausztrália                                             | Australia                                 | Lady Sarah Ashley                       | Pápai Erika        |
| 2009 | Kilenc                                                 | Nine                                      | Claudia Jenssen                         | Pápai Erika        |
| 2010 | Engedd el!                                             | Rabbit Hole                               | Becca Corbett                           | Kisfalvi Krisztina |
| 2011 | Kellékfeleség                                          | Just Go With It                           | Devlin Adams                            | Pápai Erika        |
| 2011 | Túszjátszma                                            | Trespass                                  | Sarah Miller                            | Kisfalvi Krisztina |
| 2011 | Csajok Monte-Carlóban                                  | Monte Carlo                               | nem szerepel                            | –                  |
| 2012 | Az újságos fiú                                         | The Paperboy                              | Charlotte Bless                         | Pápai Erika        |
| 2013 | Vonzások                                               | Stoker                                    | Evelyn Stoker                           | Pápai Erika        |
| 2013 | A háború démonjai                                      | The Railway Man                           | Patti                                   | Madarász Éva       |
| 2014 | Grace – Monaco csillaga                                | Grace of Monaco                           | Grace Kelly                             | Pápai Erika        |
| 2014 | Amnézia                                                | Before I Go to Sleep                      | Christine Lucas                         | Pápai Erika        |
| 2014 | Paddington                                             | Paddington                                | Millicent                               | Pápai Erika        |
| 2015 | A sivatag királynője                                   | Queen of the Desert                       | Gertrude Bell                           |                    |
| 2015 | Vicceskedők                                            | The Family Fang                           | Annie Fang                              | Györgyi Anna       |
| 2015 | Szemekbe zárt titkok                                   | Secret in Their Eyes                      | Claire                                  | Pápai Erika        |
| 2016 | Géniusz                                                | Genius                                    | Aline Bernstein                         | Györgyi Anna       |
| 2016 | Oroszlán                                               | Lion                                      | Sue Brierley                            | Kisfalvi Krisztina |
| 2017 | Így csajozz egy földönkívülivel                        | How to Talk to Girls at Parties           | Boadicea                                | Ónodi Eszter       |
| 2017 | Egy szent szarvas meggyilkolása                        | The Killing of a Sacred Deer              | Anna Murphy                             | Kisfalvi Krisztina |
| 2017 | Csábítás                                               | The Beguiled                              | Miss Martha Farnsworth                  | Kisfalvi Krisztina |
| 2017 | Életrevalók                                            | The Upside                                | Yvonne Pendleton                        | Pápai Erika        |
| 2017 |                                                        | Horror Show: The Possessed (rövidfilm)    | önmaga                                  |                    |
| 2018 | Pusztító                                               | Destroyer                                 | Erin Bell                               | Pápai Erika        |
| 2018 | Eltörölt fiú                                           | Boy Erased                                | Nancy Eamons                            | Pápai Erika        |
| 2018 | Aquaman                                                | Aquaman                                   | Atlanna királynő                        | Pápai Erika        |
| 2019 | Az Aranypinty                                          | The Goldfinch                             | Samantha Barbour                        | Pápai Erika        |
| 2019 | Botrány                                                | Bombshell                                 | Gretchen Carlson                        | Pápai Erika        |
| 2020 | The Prom – A végzős bál                                | The Prom                                  | Angie Dickinson                         | Pápai Erika        |
| 2021 | Az élet Ricardóéknál                                   | Being the Ricardos                        | Lucille Ball                            | Pápai Erika        |
| 2022 | Az Északi                                              | The Northman                              | Gudrún királynő                         | Pápai Erika        |
| 2023 | Aquaman és az elveszett királyság                      | Aquaman and the Lost Kingdom              | Atlanna királynő                        | Pápai Erika        |
| 2024 | Családi affér                                          | A Family Affair                           | Brooke Harwood                          | Pápai Erika        |
| 2024 | Ellian és a mágikus kötelék                            | Spellbound                                | Ellsmere királynő (hangja)              | Pápai Erika        |
| 2024 | Jókislány                                              | Babygirl                                  | Romy                                    | Pápai Erika        |
| 2025 | Holland                                                | Holland                                   | Nancy Vandergroot                       | Pápai Erika        |

### Televízió
| Év        | Magyar cím                         | Eredeti cím             | Szerep                 | Magyar hang        | Megjegyzések                               |
| --------- | ---------------------------------- | ----------------------- | ---------------------- | ------------------ | ------------------------------------------ |
| 1983      | Érzelmek nélkül                    | Skin Deep               | Sheena Henderson       |                    | tévéfilm                                   |
| 1983      |                                    | Chase Through the Night | Petra                  |                    | tévéfilm                                   |
| 1984      |                                    | Matthew and Son         | Bridget Elliot         |                    | tévéfilm                                   |
| 1984      |                                    | A Country Practice      | Simone Jenkins         |                    | 2 epizód                                   |
| 1985      | Ausztrál expressz                  | Five Mile Creek         | Annie                  | Csellár Réka       | 12 epizód                                  |
| 1985      | Archer kalandja                    | Archer                  | Catherine              | Kisfalvi Krisztina | tévéfilm                                   |
| 1985      |                                    | Winners                 | Carol Trig             |                    | 1 epizód                                   |
| 1987      | Egy ausztrál lány szerelme Rómában | An Australian in Rome   | Jill                   |                    | tévéfilm                                   |
| 1987      |                                    | Vietnam                 | Megan Goddard          |                    | minisorozat (10 epizód)                    |
| 1987      | Árnyéktánc (Az éjszaka mestere)    | Watch the Shadows Dance | Amy Gabriel            | Zsigmond Tamara    | tévéfilm                                   |
| 1989      | Bangkok Hilton                     | Bangkok Hilton          | Katrina Stanton        | Pápai Erika        | minisorozat (6 epizód)                     |
| 1993      | Saturday Night Live                | Saturday Night Live     | önmaga (házigazda)     |                    | 1 epizód                                   |
| 2012      | Hemingway és Gellhorn              | Hemingway and Gellhorn  | Martha Gellhorn        | Pápai Erika        | tévéfilm                                   |
| 2014      | Hello Ladies: A mozifilm           | Hello Ladies: The Movie | önmaga                 | Kisfalvi Krisztina | tévéfilm                                   |
| 2017      | A tó tükre                         | Top of the Lake         | Julia Edwards          |                    | 6 epizód                                   |
| 2017–2019 | Hatalmas kis hazugságok            | Big Little Lies         | Celeste Wright         | Pápai Erika        | - főszereplő (14 epizód) - vezető producer |
| 2020      | Tudhattad volna                    | The Undoing             | Grace Fraser           | Pápai Erika        | - minisorozat (6 epizód) - vezető producer |
| 2021–     | Kilenc idegen                      | Nine Perfect Strangers  | Masha Dmitrichenko     |                    | - minisorozat (8 epizód) - vezető producer |
| 2022      | Üvöltés                            | Roar                    | Robin                  |                    | - 1 epizód - vezető producer               |
| 2023      | Szerelem és halál                  | Love & Death            | nem szerepel           | –                  | vezető producer                            |
| 2023–2024 | Special Ops: Lioness               | Lioness                 | Kaitlyn Meade          | Kisfalvi Krisztina | - 16 epizód - vezető producer              |
| 2024      | Máshon                             | Expats                  | Margaret Woo           |                    | - minisorozat (6 epizód) - vezető producer |
| 2024      | A tökéletes pár                    | The Perfect Couple      | Greer Garrison Winbury | Pápai Erika        | - minisorozat (6 epizód) - vezető producer |
| 2025      |                                    | The Last Anniversary    | nem szerepel           | –                  | vezető producer                            |

## Színdarabok
- 1998 – David Hare: A kék szoba (London és New York)

## Zene
- Moulin Rouge Soundtrack
- Nicole Kidman – One day I’ll fly away
- Somethin’ Stupid – duett Robbie Williams-szel

## Fontosabb díjak és elismerések
- Oscar-díj

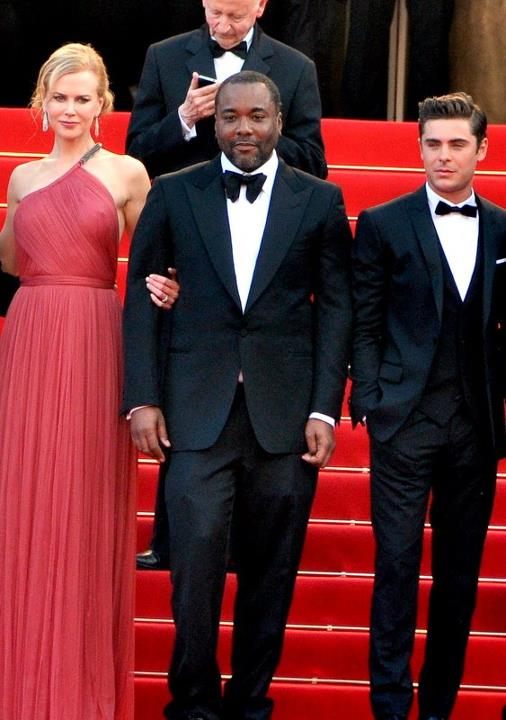
Az újságos fiú bemutatóján a 2012-es cannes-i fesztiválon, Zac Efronnal (jobbra) és a film rendezőjével, Lee Danielsszel

  - 2003 – a legjobb női főszereplő (Az órák)
- BAFTA-díj
  - 2003 – a legjobb női főszereplő (Az órák)
- Golden Globe-díj
  - 2022 - a legjobb női főszereplő (filmdráma) (Az élet Ricardóéknál)
  - 2018 - a legjobb női főszereplő (minisorozat vagy tévéfilm) (Hatalmas kis hazugságok)
  - 2003 – a legjobb női főszereplőnek (filmdráma) (Az órák)
  - 2002 – a legjobb női főszereplő (filmmusical vagy vígjáték) (Moulin Rouge!)
  - 1996 – a legjobb női főszereplő (filmmusical vagy vígjáték) (Majd' megdöglik érte)
- Berlini Nemzetközi Filmfesztivál
  - 2003 Ezüst Medve (Az órák)
- Emmy-díj
  - 2017 – a legjobb női főszereplő (televíziós minisorozat vagy tévéfilm) (Hatalmas kis hazugságok)